# Patience Jonathan
Patience Faka Jonathan de son nom complet Patience Oba Faka Jonathan est une femme politique nigériane. Elle est première dame de l’État de Bayelsa et ensuite première dame du Nigeria quand son époux Goodluck Ebele Jonathan était gouverneur de Bayelsa et par la suite président de la république fédérale du Nigeria du 6 mai 2010  au 29 mai 2015.

## Biographie
Patience Jonathan est née le 25 octobre 1957 à Port Harcourt, où elle a obtenu son certificat d'études en 1976. En 1980, elle obtient son baccalauréat. En 1989, elle a obtenu le National Certificate of Education (NCE) en mathématiques et en biologie à la  Rivers State College of Arts and Science. Elle a ensuite poursuivi ses études à l'université de Port Harcourt pour obtenir un bachelor of education en biologie et en psychologie. Elle a reçu un doctorat honorifique de l'université de Port Harcourt,.

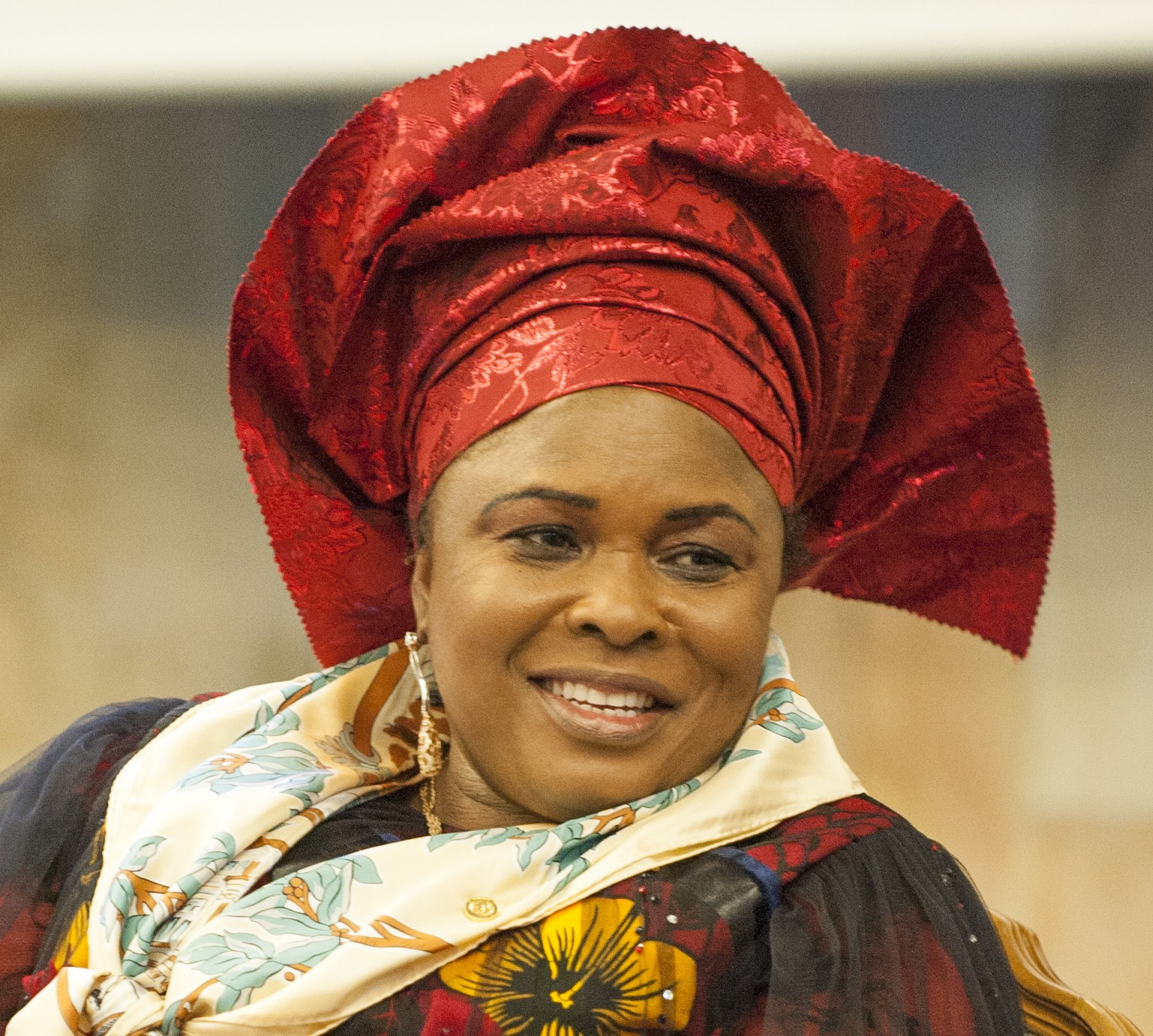
Patience Jonathan 2013.

## Carrière
Patience Jonathan commence sa carrière professionnelle  comme enseignante à la Stella Maris College de Port Harcourt et à l'Institut des sports d'Isaka. En 1997, elle quitte l'enseignement pour le secteur bancaire où elle  occupe le poste de directrice du marketing de la Imiete Community Bank. Elle crée par la suite la première banque communautaire de Port Harcourt : l'Akpo Community Bank. Elle quitte le secteur bancaire pour retourner à l'éducation et est mutée dans la foulée au ministère de l'Éducation de l'État de Bayelsa où elle  travaille jusqu'au 29 mai 1999, date à laquelle son mari est devenu gouverneur adjoint de l'État,,.
Le 12 juillet 2012, elle est nommée secrétaire permanente de l'État de Bayelsa par Henry Seriake Dickson,, une  nomination mal perçue étant donné qu'elle avait été en congé de la fonction publique pendant plus de 13 ans, depuis que son mari est devenu vice-gouverneur en 1999 et certains critiques affirment que Henry Seriake Dickson l'a mise à ce poste parce que son mari l'avait parrainé pour accéder au poste de gouverneur,,.

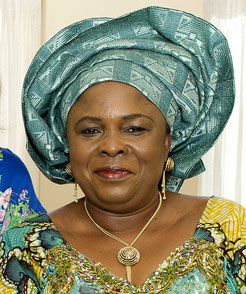
Jonathan in 2012.